# PMB Road Classic 2015
La 1re édition de la PMB Road Classic a eu lieu le 27 avril 2015. La course fait partie du calendrier UCI Africa Tour 2015 en catégorie 1.2.
L'épreuve a été remportée en solitaire par le Sud-africain Reynard Butler (Abantu) qui s'impose quatorze secondes devant son coéquipier et compatriote Hendrik Kruger et dix-sept sur un autre Sud-africain Nicholas Dlamini (MTN-Qhubeka WCCA Feeder).

## Présentation

### Équipes
Classée en catégorie 1.2 de l'UCI Africa Tour, la PMB Road Classic est par conséquent ouverte aux équipes continentales professionnelles, aux équipes continentales, aux équipes nationales, aux équipes régionales et de clubs et aux équipes mixtes d'équipes africaines

## Classements

### Classement final
Le Sud-africain Reynard Butler (Abantu) remporte la course en parcourant les 157 kilomètres en 4 h 2 min 56 s à la vitesse moyenne de 38,776 km/h.
| Classement final | Classement final  | Classement final | Classement final        | Classement final  |
|                  | Coureur           | Pays             | Équipe                  | Temps             |
| ---------------- | ----------------- | ---------------- | ----------------------- | ----------------- |
| 1er              | Reynard Butler    | Afrique du Sud   | Abantu                  | en 4 h 2 min 56 s |
| 2e               | Hendrik Kruger    | Afrique du Sud   | Abantu                  | + 14 s            |
| 3e               | Nicholas Dlamini  | Afrique du Sud   | MTN-Qhubeka WCCA Feeder | + 17 s            |
| 4e               | Stefan de Bod     | Afrique du Sud   | MTN-Qhubeka WCCA Feeder | + 22 s            |
| 5e               | David Maree       | Afrique du Sud   | Abantu                  | + 22 s            |
| 6e               | Gustav Basson     | Afrique du Sud   | MTN-Qhubeka WCCA Feeder | + 36 s            |
| 7e               | Ryan Gibbons      | Afrique du Sud   | Europcar SA             | + 37 s            |
| 8e               | Shaun-Nick Bester | Afrique du Sud   | Bonitas                 | + 37 s            |
| 9e               | Morne van Niekerk | Afrique du Sud   | Abantu                  | + 37 s            |
| 10e              | Nolan Hoffman     | Afrique du Sud   | Abantu                  | + 38 s            |
| modifier         |                   |                  |                         |                   |

### UCI Africa Tour
Cette PMB Road Classic attribue des points pour l'UCI Africa Tour 2015, par équipes seulement aux coureurs des équipes continentales professionnelles et continentales, individuellement à tous les coureurs sauf ceux faisant partie d'une équipe ayant un label WorldTeam.
| Position,          | 1er | 2e | 3e | 4e | 5e | 6e | 7e | 8e |
| Classement général | 40  | 30 | 16 | 12 | 10 | 8  | 6  | 3  |